# 亞歷山大·柯尼希博物館

柯尼希博物館（德語：Zoologisches Forschungsmuseum Alexander Koenig）是位於德國城市波恩的一座自然史博物館，也是一座動物學研究機構。博物館的名稱來自於亞歷山大·柯尼希，他捐贈給博物館自己收藏的動物標本。博物館開業於1934年，現在隸屬於波恩大學，是世界最大的自然史博物馆之一。